# Philtronoma roseicorpus
Philtronoma roseicorpus är en fjärilsart som beskrevs av Paul Dognin 1910. Philtronoma roseicorpus ingår i släktet Philtronoma och familjen plattmalar. Inga underarter finns listade i Catalogue of Life.